# Oophaga granulifera
Espèce
Synonymes
- Dendrobates granuliferus Taylor, 1958

Statut de conservation UICN

 VU B1ab(iii) : Vulnérable
Statut CITES
Oophaga granulifera est une espèce d'amphibiens de la famille des Dendrobatidae.

## Répartition et habitat
Cette espèce est endémique du Costa Rica. Elle se rencontre de 20 à 100 m d'altitude aux environs du golfe Dulce. Sa présence est incertaine au Panama.
Elle vit dans les forêts tropicales humides, voire dans les plantations ou les bambous.

## Description

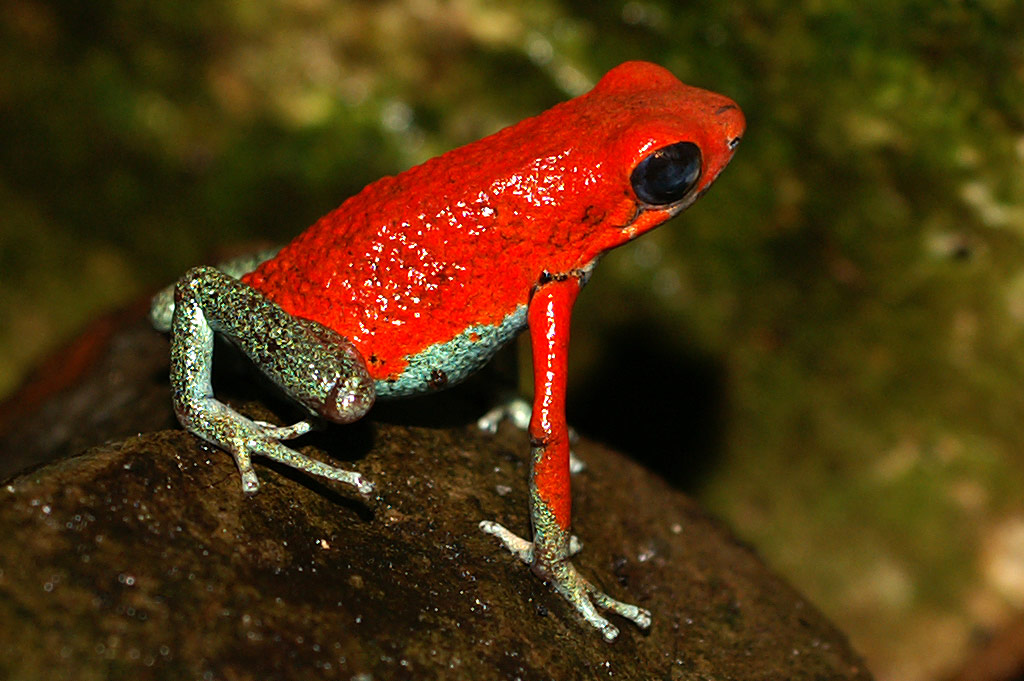
Oophaga granulifera

Oophaga granulifera mesure de 22 à 23 mm.

## Comportement
Cette espèce est diurne et terrestre. Elle se protège des prédateurs grâce à l'aposématisme.

## Publication originale
- Taylor, 1958 : Additions to the known herpetological fauna of Costa Rica with comments on other species. The University of Kansas Science Bulletin, vol. 39, no 1, p. 1-40 (texte intégral).